# Deventer K.V.
Le Deventer K.V. (Deventer Kano Vereniging) est une association sportive de canoë-kayak, basée à Deventer (Overijssel), aux Pays-Bas. Plusieurs joueurs de kayak-polo ont participé aux compétitions européennes et mondiales.

## Personnalités

### Joueurs de kayak-polo
Équipe masculine
- Michiel Schreurs
- Jeroen Dieperink
- Hagen Oligmüller
- Paul Snijders
- Wouter Ottjes
- Seppe Vermeiren

## Résultats sportifs

### Kayak-polo Sénior Hommes
Championnat des Pays-Bas
- Champion des Pays-Bas de 2001 à 2012 (12 fois consécutives)[2].

Coupe d'Europe des clubs
- Médaille d'or en 2010
- Médaille d'or en 2009
- Médaille d'or en 2008
- Médaille d'or en 2007
- Médaille d'or en 2005
- Médaille d'or en 2004
- Médaille d'or en 2003
- Médaille d'argent en 2002
- Médaille de bronze en 2001